# Новоайбесинське сільське поселення
Новоайбе́синське сільське поселення (рос. Новоайбесинское сельское поселение) — муніципальне утворення у складі Алатирського району Чувашії, Росія. Адміністративний центр — село Нові Айбесі.

## Населення
Населення — 656 осіб (2019, 803 у 2010, 949 у 2002).

## Склад
До складу поселення входять такі населені пункти:
| Населений пункт   | Населення, осіб (2002) | Населення, осіб (2010) |
| ----------------- | ---------------------- | ---------------------- |
| Іскра, селище     | 2                      | 2                      |
| Нові Айбесі, село | 940                    | 795                    |
| Сальний, селище   | 7                      | 6                      |